# Bradysia loxostyla
Bradysia loxostyla är en tvåvingeart som beskrevs av Hans-Georg Rudzinski 1992. Bradysia loxostyla ingår i släktet Bradysia och familjen sorgmyggor.
Artens utbredningsområde är Tyskland. Inga underarter finns listade i Catalogue of Life.